# L'Étui de nacre
L’Étui de nacre est un recueil de nouvelles d'Anatole France paru en 1892.

## Liste des nouvelles
- Le Procurateur de Judée
- Amycus et Célestin
- La Légende des saintes Oliverie et Liberette
- Sainte Euphrosine
- Scolastica
- Le Jongleur de Notre-Dame
- La Messe des ombres
- Leslie Wood
- Gestas
- Le Manuscrit d’un médecin de village
- Mémoires d’un volontaire
- L’Aube
- Madame de Luzy
- La Mort accordée
- Anecdote de floréal, an II
- La Perquisition
- Le Petit Soldat de plomb